# Landesregierung Mikl-Leitner I
Die Landesregierung Mikl-Leitner I war von 19. April 2017 bis 22. März 2018 die Niederösterreichische Landesregierung in der XVIII. Gesetzgebungsperiode.

## Geschichte
Am 17. Jänner 2017 gab Landeshauptmann Erwin Pröll seinen Rückzug aus der Politik bekannt. Am 18. Jänner 2017 wurde die bisherige Finanzlandesrätin und Landeshauptmann-Stellvertreterin Johanna Mikl-Leitner vom Vorstand der Volkspartei Niederösterreich als Kandidatin für die Parteiobmannschaft vorgeschlagen, am Parteitag am 25. März 2017 wurde sie zur Landesparteiobfrau gewählt.
Am 23. Februar 2017 präsentierte die Volkspartei Niederösterreich ihre künftige Regierungsmannschaft und stellte Stephan Pernkopf als künftigen Stellvertreter der Landeshauptfrau und Ludwig Schleritzko als künftigen Finanzlandesrat vor. Pernkopf solle seine bisherigen Agenden Umwelt, Landwirtschaft und Energie behalten, hinzu kommen sollen die Landeskliniken. Schleritzko soll neben dem Finanzressort auch für den Niederösterreichischen Gesundheits- und Sozialfonds (NÖGUS) und den Straßenbau zuständig sein. In einer außerordentlichen Landtagssitzung am 19. April 2017 wurde Mikl-Leitner mit 52 von 56 Stimmen zur Landeshauptfrau gewählt und angelobt. Am 21. September 2017 wurde Franz Schnabl im Landtag zum Nachfolger von Maurice Androsch als Landesrat für Gesundheit, Soziale Verwaltung und Asyl gewählt.

## Regierungsmitglieder
| Amt                                                     | Bild | Name                                      | Partei | Partei    | Zuständigkeitsbereiche                                               |
| ------------------------------------------------------- | ---- | ----------------------------------------- | ------ | --------- | -------------------------------------------------------------------- |
| Landeshauptfrau                                         |      | Johanna Mikl-Leitner                      |        | ÖVP       | Kunst und Kultur, Wissenschaft und Forschung, Personal und Gemeinden |
| Landeshauptfrau-Stellvertreter                          |      | Stephan Pernkopf                          |        | ÖVP       | Umwelt, Landwirtschaft, Energie, Landeskliniken, Feuerwehren         |
| Landeshauptfrau-Stellvertreterin                        |      | Karin Renner                              |        | SPÖ       | Konsumentenschutz und Kommunale Verwaltung                           |
| Landesrätin                                             |      | Petra Bohuslav                            |        | ÖVP       | Wirtschaft, Tourismus und Sport                                      |
| Landesrat                                               |      | Tillmann Fuchs                            |        | parteilos | Baurecht und Veranstaltungen                                         |
| Landesrat                                               |      | Ludwig Schleritzko                        |        | ÖVP       | Finanzen, NÖGUS, Straßenbau                                          |
| Landesrat                                               |      | Franz Schnabl (seit 21. September 2017)   |        | SPÖ       | Gesundheit, Soziale Verwaltung und Asyl                              |
| Landesrätin                                             |      | Barbara Schwarz                           |        | ÖVP       | Soziales, Bildung und Familie                                        |
| Landesrat                                               |      | Karl Wilfing                              |        | ÖVP       | Jugend, öffentlichen Verkehr                                         |
| Vorzeitig ausgeschiedene Mitglieder der Landesregierung |      |                                           |        |           |                                                                      |
| Landesrat                                               |      | Maurice Androsch (bis 21. September 2017) |        | SPÖ       | Gesundheit, Soziale Verwaltung und Asyl                              |